# 塔波科 (北卡羅萊納州)
塔波科（英語：Tapoco）是位於美國北卡羅萊納州葛蘭姆縣的非建制地區。

## 歷史
塔波科的郵局於1916年設立，其後於1995年停運。

## 地理
塔波科所處的海拔為高於海平面357米（即1171英呎），而該地所採用的時區為UTC-5，即北美东部时区（EST）。同時該地設有夏令時間，為UTC-5調快一小時，即UTC-4（EDT）。